# 郭家站
郭家站位于黑龙江省齐齐哈尔市克山县，三等站。车站始建于1928年5月，1931年1月随着齐北铁路的通车而投入运营。南距齐齐哈尔站189千米。

## 历史
建于1928年。

## 业务办理
- 不办理任何客运业务。
- 货运业务则办理整车货物到发。